# C/2018 DO4 (Lemmon)
C/2018 DO4 (Lemmon) est une comète du système solaire.
Ce petit corps, découvert en 2018, fut initialement classé comme planète mineure sous la désignation 2018 DO4. Cependant, une chevelure et une queue fut repérée le 29 août 2019 par R. Haver puis confirmée par d'autres observateurs, ce qui conduisit à sa recatégorisation en comète le 6 octobre 2019. Des observations remontant à 2016 ont par ailleurs été trouvées.
Cet objet a une trajectoire rétrograde, avec une inclinaison orbitale de 161 degrés, et fortement elliptique, avec une excentricité de 0,91. Son orbite a un demi-grand axe de 25,8 unités astronomiques (entre Uranus et Neptune), ce qui correspond à une période de révolution de 132 ans. Son périhélie, à 2,41 unités astronomiques du Soleil, l'amène dans la ceinture principale d'astéroïdes, là où son aphélie, à 49,2 unités astronomiques, l'emmène jusqu'à la ceinture de Kuiper.